# كمشجه
كمشجه (بالفارسية: کمشجه) هي مدينة تقع في إيران في أصفهان. يقدر عدد سكانها بـ 4,395 نسمة .